# 羊 (平克·佛洛伊德歌曲)
《羊》（"Sheep"）是英國前衛搖滾樂隊平克·佛洛伊德的一首歌曲，收錄在1977年的專輯《動物》中。它最初的標題是《Raving and Drooling》，並於1974年在巡演中現場表演。由貝斯手Roger Waters創作。